# Насименто, Ширлен
Ширлен Насименто (порт. Shirlen Thais do Nascimento,; род. 20 марта 2000) — бразильская дзюдоистка, выступающая в весовой категории до 57 кг. Бронзовый призёр чемпионата мира 2025 года, чемпионка Панамерики и Океании 2025 года.

## Биография
Ширлен Насименто родилась 20 марта 2000 года в Толеду.

## Карьера
В 2024 году завоевала бронзовую медаль на турнире серии Большого шлема в Абу-Даби. В 2025 году взяла бронзу на турнире в Астане.
Весной 2025 года стала победительницей чемпионата Панамерики и Океании в Сантьяго в категории до 57 кг. В финальной схватке одолела соперницу из США Миру Холгвин.
В июне 2025 года на чемпионате мира в Будапеште в весовой категории до 57 кг завоевала бронзовую медаль. В схватке за третье место одолела соперницу из Туркмении Майсу Пардаеву.